# 飓风安妮塔
飓风安妮塔（英語：Hurricane Anita）是相对沉寂的1977年大西洋飓风季形成的第一个热带气旋，也是该季的最强风暴，于8月29日在墨西哥湾中北部经东风波发展而成。气旋向西移动，因行经海域环境有利而进一步发展，于8月30日晚增强成飓风。气象机构起初预测安妮塔会袭击德克萨斯州，但风暴实际上因逐渐形成的高压脊阻挡而转向西南偏西。飓风快速强化并达到风力时速280公里的最强风速，成为五级飓风，然后于9月2日以最高强度从塔毛利帕斯州东部登陆。气旋在经过墨西哥期间迅速减弱，虽在东太平洋重新发展成热带低气压，但很快就于9月4日在下加利福尼亚半岛以南洋面消散。
安妮塔令美国墨西哥湾沿岸地区海潮高涨并降下小雨，部分低洼地区发生洪灾，但整体破坏程度很轻。风暴在墨西哥产生狂风和中等程度降水，对该国东北部乡村地区构成大面积破坏，约有2.5万人流离失所。墨西哥的最高降雨量超过445毫米，在塔毛利帕斯州引发洪灾和泥石流，夺走11条人命，但整体损失数额缺乏统计。

## 气象历史
8月16日，有东风波离开非洲西岸进入大西洋。系统稳步西进并从冷心上层低气压区下方经过，其对流于8月23日出现显著增长。系统又向西北方向移动，到27日时，东风波的轴线已抵达古巴上空，对流区位于佛罗里达州和巴哈马之间。系统经佛罗里达州南部进入墨西哥湾，然后因反气旋提供的有利条件而得以进一步发展。气旋以每小时七公里的速度缓慢西进，逐渐发展出下层环流，于8月29日在新奥尔良西南偏南方向约370公里海域发展成热带低气压。
受北侧的高压脊影响，气旋朝西面移动，行经洋面大气环境接下来几天都有利于热带天气系统发展，低气压因此增强成热带风暴并获名“安妮塔”（Anita）。风暴在温暖的洋面上空缓慢移动，在海上移动期间始终处于温暖、湿润的热带空气内。经过快速组织，安妮塔于8月30日达到飓风标准，成为1967年后各大西洋飓风季形成日期最晚的首场风暴。气旋起初对德克萨斯州构成威胁，但安妮塔实际在北侧高压脊的影响下转向西南偏西。飓风发展出层次分明的风眼，于9月1日晚达到大型飓风标准并开始快速增强。接下来两天里，风暴气压以每小时两毫巴（百帕）的速度下降，于9月2日在墨西哥东北近海达到风力时速280公里的最高强度，成为1971年的飓风伊迪丝后首场五级大西洋飓风。
安妮塔接下来逼近陆地，强度基本保持不变，于协调世界时9月2日上午11点登陆德克萨斯州布朗斯维尔以南约235公里、坦皮科以北约130公里的塔毛利帕斯州索托拉马里纳（Soto la Marina）。飓风登岸时的气压为926毫巴（百帕），是有纪录以来吹袭墨西哥的第三强飓风，也是从墨西哥湾袭击该国的最强风暴。气旋在墨西哥山区上空急剧减弱，于登陆25小时后在9月3日以热带低气压强度进入东太平洋，成为第十一号热带低气压。风暴继续西进，并因行经洋面水温降低进一步减弱。气旋逐渐失去深层对流，于9月4日在下加利福尼亚半岛最南端近海消散。

## 防灾措施

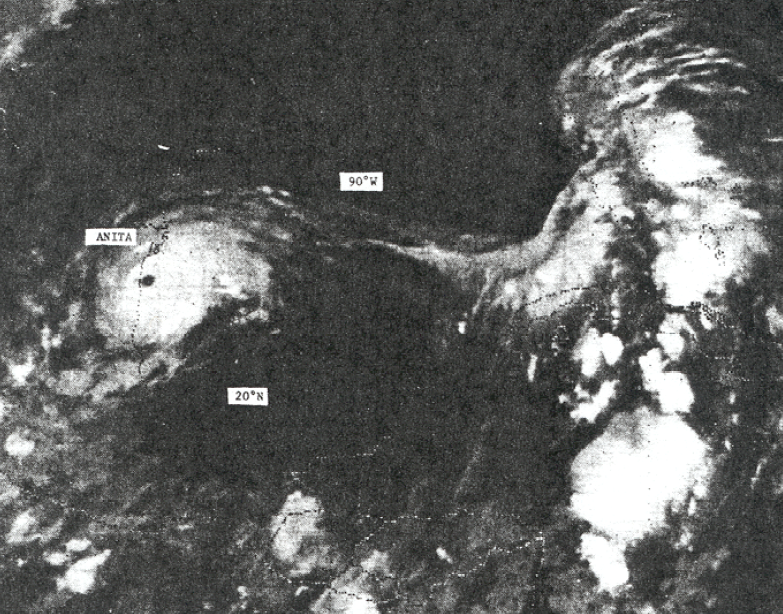
即将登陆墨西哥的飓风安妮塔

气旋开始发展后不久，一家石油公司用直升机将位于德克萨斯州和路易斯安那州的石油平台转移，另有多家石油公司开始疏散非必要岗位的工作人员，最终共有约7000名石油工人撤离海上石油平台。面对热带扰动逐渐发展构成的威胁，政府官员将路易斯安那州南部的州立公园关闭。美国国家飓风中心建议墨西哥湾北岸的小型船只留在港口内，不要出海。气象部门起初预测安妮塔会继续向西北偏西移动，在德克萨斯州和路易斯安那州边界附近登陆。路易斯安那州卡梅伦堂区的学校因此关闭，该州西南部和德克萨斯州东北沿海地区于8月30日收到飓风观察预警。风暴接下来略朝南面转向，上述飓风观察预警中止生效，布朗斯维尔至科珀斯克里斯蒂以南不远处接获飓风警告。布朗县的布朗伍德（Brownwood）开设有应急避难所，美国陆军准备用卡车协助人员疏散。美国国家气象局官员建议加尔维斯敦以东、地势高于海平面不足1.5米地区的居民全部转移，但卡梅伦还是有约两万人留下来。路易斯安那州和德克萨斯州沿海地区共计约有5.8万人撤离。
美国国家飓风中心没有向墨西哥发布飓风警告，但该国政府官员还是就飓风的潜在威胁发出警告。墨西哥东北沿海地区约有3.5万人在气旋来袭前转移，其中风暴之后袭击村落的村民全部撤离。墨西哥陆军协助居民疏散，并着手准备应急避难所。

## 影响

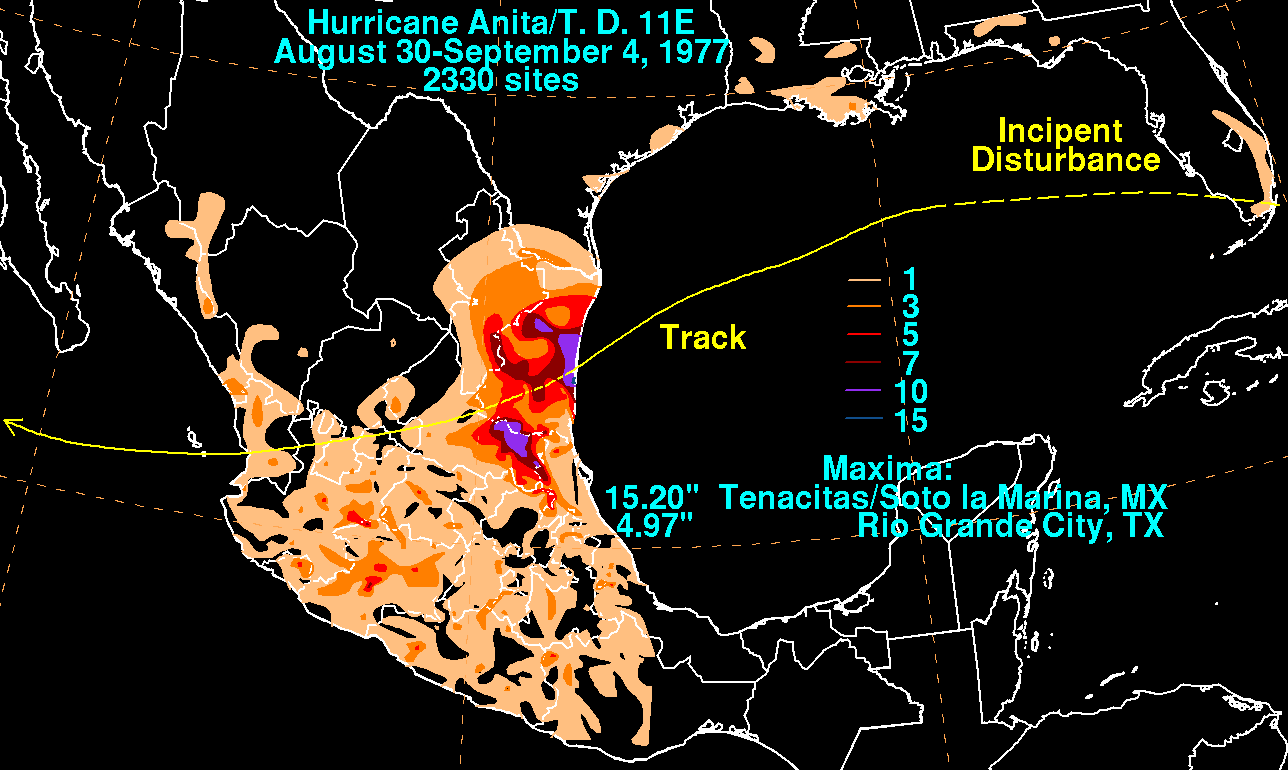
飓风安妮塔的降水分布

### 美国
热带扰动穿越佛罗里达州南部期间产生小雨，迈阿密地区的降雨量超过25毫米。成为热带低气压后，气旋又在路易斯安那州南部产生阵风和暴雨，该州拉福什堂区加利亚诺（Galliano）的一间气象站测得超过76毫米降水。飓风在格兰德艾尔产生0.6米的风暴潮，政府官员为此要求数百户家庭转移。
风暴令德克萨斯州的海潮高涨，致使包括德克萨州87号州道在内的多条公路封闭。安妮塔的北部边缘令该州南部普降小到中雨，其中以里奥格兰德城（Rio Grande City）的降雨量最高，达到126毫米。德克萨斯州遭受的破坏程度很轻，南帕德里岛（South Padre Island）只有少量窗户破损。

### 墨西哥

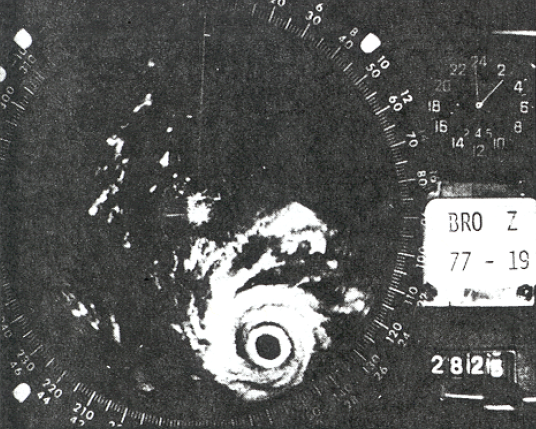
即将登陆的飓风安妮塔

安妮塔在墨西哥人烟稀少的地区登陆，所以记录下的气象数据很少。登陆点附近的气象站在六小时里就测得445毫米雨量，这些降水导致严重的洪灾和泥石流。墨西哥东部沿海地区的风速估计超过每小时160公里。
墨西哥东北部的农业和渔业社区受到飓风的大范围破坏。墨西哥城发布的新闻报导称狂风将数以千计的民宅摧毁，导致约2.5万人无家可归。飓风登陆点附近附近大部分建筑物的屋顶都被摧毁，还发生大面积停电，通讯也被扰乱。暴雨致使部分道路毁坏或堵塞，坦皮科有一些道路被淹，维多利亚城附近也有公路被淹。塔毛利帕斯州共有11人死于洪灾或泥石流。整个墨西哥至少有五万人受到飓风影响。

## 善后
风暴过去后，其名称“安妮塔”退役，之后永远都不会再在北大西洋热带气旋命名时采用。飓风登陆后不久，墨西哥政府派出两辆卡车运载食品赶赴受灾最严重的地区。此外，政府官员还授权充分利用该国铁路运输发放援助。风暴过去后，墨西哥有三个市镇成为灾区。德克萨斯州的低洼沼泽地区海潮高涨并伴有中等程度降水，共同导致加尔维斯敦在气旋过后出现蚊虫爆发。